# 今井博幸
今井　博幸（いまいひろゆき、1970年3月12日 - ）は、日本、長野県信濃町出身の元クロスカントリースキー選手。指導者。1990年代から2000年代前半にかけて国内外で活躍した。

## 略歴
8歳でスキーを始め、長野県長野吉田高等学校時代までは陸上とスキーを掛け持ちしていた。その後中央大学に進学、卒業後はNTT東日本長野に所属した。
冬季オリンピックには、1992年のアルベールビルオリンピックから4大会連続出場、1998年地元開催の長野オリンピックではリレーで日本クロスカントリースキー史上初の入賞（7位)に貢献した。
2002年のソルトレイクシティオリンピックでは50kmクラシカルで日本人選手史上最高の6位入賞を果たした。このレースでは当初クロスカントリー個人種目史上最高位の7位でフィニッシュしたが、競技後1番目にゴールしたヨハン・ミューレッグ（スペイン）がドーピング違反で金メダル剥奪となり6位に繰り上がった。
ノルディックスキー世界選手権には1993年から6大会連続出場、2003年ノルディックスキー世界選手権では50kmフリーで男子長距離史上最高位となる9位となった。
国内では全日本選手権で3年連続4冠となるなど個人通算25勝（歴代2位）を記録した。
2006年のトリノオリンピックの代表からは外れてオリンピック5大会連続出場はならなかった。2005-06年シーズン終了後、現役を引退した。

## 主な成績
- 1988年全国高等学校スキー大会（インターハイ）15km優勝
- 1989年全日本学生スキー選手権（インカレ）15kmクラシカル、30kmフリー優勝
- 1989年国民体育大会15kmクラシカル優勝
- 1991年全日本学生スキー選手権（インカレ）15kmクラシカル優勝
- 1991年全日本スキー選手権15kmクラシカル、30kmクラシカル、50kmクラシカル優勝
- 1991年ユニバーシアード4×10kmリレー優勝
- 1992年アルベールビルオリンピック10kmクラシカル27位、30kmクラシカル32位、複合29位、50kmフリー25位
- 1993年全日本スキー選手権30kmクラシカル優勝
- 1993年世界選手権10kmクラシカル80位、30kmクラシカル59位、50kmフリー49位
- 1994年リレハンメルオリンピック10kmクラシカル40位、30kmフリー20位、複合42位、50kmクラシカル28位、4×10kmリレー14位
- 1995年世界選手権10kmクラシカル34位、30kmクラシカル25位、複合24位
- 1996年全日本スキー選手権30kmクラシカル優勝
- 1997年全日本スキー選手権10kmクラシカル、複合、30kmクラシカル、50kmフリー優勝（4冠）
- 1997年世界選手権10kmクラシカル51位、30kmフリー55位、複合59位、50kmクラシカル16位
- 1998年全日本スキー選手権10kmクラシカル、複合、30kmクラシカル、50kmフリー優勝（2年連続4冠）
- 1998年長野オリンピック10kmクラシカル19位、30kmクラシカル24位、複合28位、50kmフリー30位、4×10kmリレー7位
- 1999年全日本スキー選手権10kmクラシカル、複合、30kmクラシカル、50kmフリー優勝（3年連続4冠）
- 1999年世界選手権10kmクラシカル37位、30kmフリー56位、複合50位、50kmクラシカル16位
- 2000年全日本スキー選手権10kmクラシカル、複合、50kmフリー優勝
- 2001年全日本スキー選手権50kmクラシカル優勝
- 2001年世界選手権15kmクラシカル44位、30kmクラシカル21位、複合30位、50kmフリー12位
- 2002年ソルトレークシティオリンピック15kmクラシカル36位、30kmフリー27位、複合34位、50kmクラシカル6位、4×10kmリレー12位
- 2004年全日本スキー選手権複合、50kmクラシカル優勝
- 2003年世界選手権30kmクラシカル25位、50kmフリー9位、4×10kmリレー9位
- 2005年全日本スキー選手権複合、50kmクラシカル、チームスプリント優勝